# Orca Symphony No. 1
Pour les articles homonymes, voir Orca.
Albums de Serj Tankian
Harakiri
(2012) Jazz-Iz-Christ
(2013)
Orca Symphony No. 1 est le quatrième album studio en solo du chanteur arméno-américain Serj Tankian. L'album prend la forme d'une symphonie musicale classique. Une version studio professionnellement samplée est parue en novembre 2012, alors qu'une version enregistrée en live paraîtra en 25 juin 2013.
Un extrait est sorti sur la page SoundCloud officielle de Serj Tankian.

## Contexte
Tankian connaît le succès en tant que membre du groupe de rock arméno-américain System of a Down. Malgré le fait que le groupe expérimente divers styles et sons, Tankian ne lance sa carrière solo qu'en 2006, lors de la mise en pause du groupe, ce qui lui permit de plus se consacrer à ses projets expérimentaux.
L'intérêt de Tankian pour la musique classique apparaît peu à peu avec la sortie d'Elect the Dead Symphony. L'album live, comprenant la participation de l'orchestre philharmonique d'Auckland consiste en des versions retravaillées de chansons provenant du premier album de Tankian : Elect the Dead. Son second album, Imperfect Harmonies, combine musique classique et éléments traditionnels de rock. Tankian décrit l'album comme une "musique qui a siégé dans la cuve et mûri", évoquant les multiples influences se retrouvant dans l'album.
Orca est malgré tout sa première composition symphonique de musique classique. L'album est structuré en quatre actes, composés en suivant une approche non traditionnelle de la musique classique. Selon Tankian, "le nom de l'album, Orca, évoque l'épaulard qui est selon lui un dauphin noir, une personnalisation de la dichotomie humaine".

## Tournée
Une tournée orchestrale sera organisée pour Orca après celle d'Harakiri. Les spectacles consisteront en une combinaison entre les morceaux de Orca et ceux d'Elect the Dead Symphony. Il est aussi possible que des morceaux de l'album Imperfect Harmonies soient présents lors de la tournée.

## Liste des chansons
1. Act I - Victorious Orcinus – 8:45
2. Act II - Oceanic Subterfuge – 8:33
3. Act III - Delphinus Capensis – 8:19
4. Act IV - Lamentation of the Beached – 8:27